# Журнал журналов и Энциклопедическое обозрение
Журнал Журналов и Энциклопедическое обозрение — издавался в Санкт-Петербурге два раза в неделю в 1898 и 1899 гг., с иллюстрациями, по образцу английских и американских журналов «Review of Reviews» и французского «Revue des Revues». Редактор-издатель И. П. Кондырев.
О задачах журнала, которые ему виделись намного более широкими и ответственными, нежели простая перепечатка, редактор-издатель, в частности, писал:
Практическая задача журнала — представить читателю стройную картину современного движения и развития человеческой мысли, отмечать новые и общие теории по той или другой специальности, указать на открытия, изобретения и идеи, дающие новое направление мысли, пропагандировать гипотезы, открывающие новые перспективы для будущих завоеваний знания

## Структура журнала
- «Статьи оригинальные»
- «Из журналов»
- «Научное обозрение»
- «Критика и библиография»
- «Обозрение журналов»
- «Смесь»

## Некоторые известные статьи
- Первый номер:
  - Статья Д. И. Менделеева «Золото из серебра», содержащая научно-популярный анализ доклада о получении золота из серебра американского ученого Эмменса. В двух словах вывод статьи: «Пока не верьте слухам».
  - Популярное переложение исследований И. И. Мечникова, составленное И. А. Кучуком «Успехи науки в изучении чумы и борьбе с ней». К этой статье приводятся точные ссылки, например, на «Русский архив патологии, клинической медицины и бактериологии», том IV, 31 августа 1897 г.; «Annales de l’Institut Pasteur», 1897, N№ 9.
- Во втором номере:
  - Изложение книги Ницше «Рождение трагедии»
  - Статья Л. Н. Толстого «Что такое искусство», перепечатанная, как сказано в примечании, «с разрешения автора из „Вопросов философии и психологии“, № 40 без сокращений».